# Szent Mauríciusz Monostor

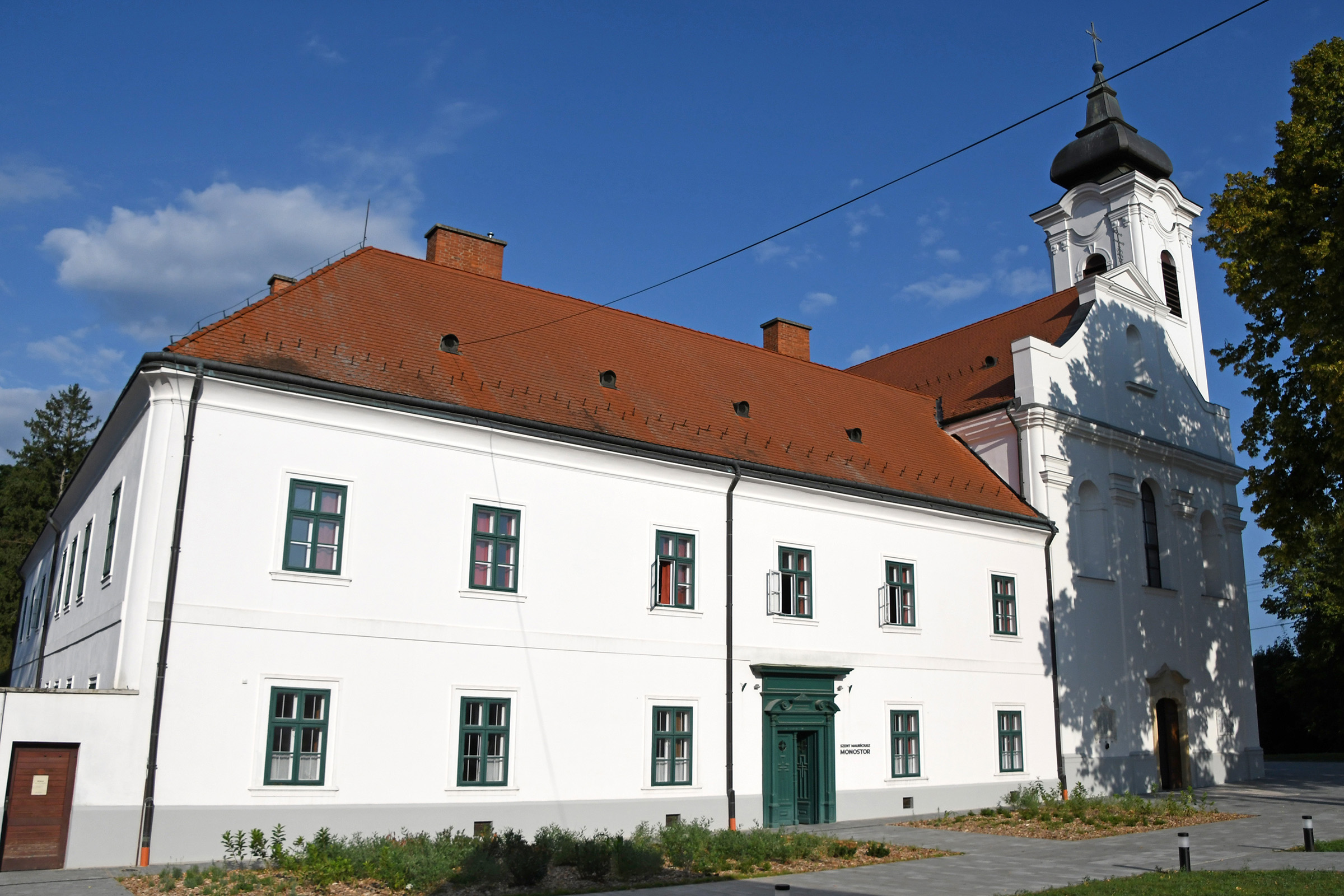
Bakonybél, bencés apátság

A bakonybéli bencés Szent Mauríciusz Monostor (egykor apátság) még Szent István egyházalapító tevékenységének köszönhető. A ma itt álló barokk kolostorépület és templom az egyik legkorábbi hazai kolostor helyén áll, melynek a Bakony erdei által körülvett környezete a szerzetesek közössége számára a világtól való elvonulásra ideális helyet jelentett.

## Története
I. István magyar király idejében, amikor a király Koppány hadai ellen indult, Pannonhalmán járva fogadalmat tett arra, hogy győzelme esetén a lázadó Koppány birtokainak közel tizedét Szent Márton pannonhalmai monostorának adja. Bakonybél így lett bencések birtoka, a király, pedig itt, a legyőzött Koppány egyik utolsó menedékhelyén építtette fel a Szent Móric tiszteletére szentelt bakonybéli kolostort. Az épületeggyüttes alapítása 1016-1020 közötti időkre tehető. Az apátság közelében állt az a Szűz Mária-kápolna, amely a hagyományok szerint Szent Günter és Szent Gellért remeteségének helye volt. 
A monostor létezéséről legkorábbi hiteles oklevél 1086-ból, I. László magyar király idejéből való birtoklevél, első apátja pedig a bajor származású Szent Günter volt. 1023-ban a velencei származású Szent Gellért is a királyi udvarból ide, a béli remeteségbe vonult vissza. 
1230-ban IX. Gergely pápa bullájában a Szent Mauríciusz Monostort az Apostoli Szentszék birtokaival együtt védelmébe fogadta. Biztosította számára a püspöki joghatóságtól való függetlenséget, és az apátot fölhatalmazta a főpapi jelvények használatára. A 13. század vége körül a monostorban hiteleshely is létesült, ami a mai közjegyzői intézménynek felel meg. György apát (1276-1292) idejében leégett az apátság: ekkor elpusztult a könyvtár, valamint a kiváltságlevelek és műkincsek nagy része is. A középkorban a kolostor szolgálatához több jobbágyfalu is tartozott.
Az Árpád-kori kolostor 1548 után elpusztult, mivel lakói elmenekültek, helyére 1759-1782 között épült fel a barokk templom és kolostor. Az itt felépült templom belső terét Dorffmaister Istvánnak a híres barokk festőnek képei díszítik.
A templom mellett ma modern fogadóépület és kiállítás található.